# فاحشه
فاحشه (عربی: فُحْش، الفاحشة، فاحشة، فحشاء و در فارسی: تن‌فروش، خودفروش، زناکار، روسپی، هرجایی، هرزه، بدکاره، لَکّاته، قحبه، زانیه، معروفه، جَلَب، غَر) در لغت به‌معنای «کار زشت» است و در قرآن ۲۴ بار در معنای «زشت‌کاری» با مصداق‌های گوناگون به‌ویژه زنا و تهمت زنا به کار رفته و در احادیث و روایات اسلامی نیز مصادیقی همچون زنا و لواط و تهمت و ستمگری و تنگ‌چشمی و طواف کاملاً عریان مسلمانان به دور کعبه (در یکی از آیات حجاب) برای آن یاد شده است. فاحشه در اصطلاح به معنای هر چیزی است که از حد خود تجاوز کرده و از اعتدال خارج شده و زشتی خویشتن را فاش و آشکار می‌سازد. این واژه در عرف کنونی ایران بیشتر در معنای فاعلی آن یعنی «روسپی» استعمال می‌گردد.

## واژه‌شناسی
از نظر علمای مسلمان دربارهٔ واژهٔ «فاحشه» دو معنا مطرح است:
- زنا (به‌عنوان فاحشهٔ مبینه) چنان‌که قرآن می‌گوید:[۵]

وَلَا تَقْرَبُوا الزِّنَا ۖ إِنَّهُ کَانَ فَاحِشَةً وَسَاءَ سَبِیلًا

و هرگز به زنا نزدیک نشوید، که همانا کاری زشت و راهی ناپسند است.— آیه ۳۲ سوره اسراء
- هر گفتار یا کردار بسیار زشت مانند ستمگری و بخل ورزیدن و تهمت و لواط و طواف کاملاً عریان مسلمانان به دور کعبه (در یکی از آیات حجاب) و….[۴][۶]